# 강제이행
강제이행(强制履行)이란 민법 389조에서 말하는 강제이행은 직접강제를 말하는 것인데 광의로는 채무자의 임의이행이 없는 경우에 채권자가 법원의 판결과 집달관의 손을 빌어서 채무를 강제적으로 이행시키는 것을 말한다. 현실적 이행의 강제라고도 하며 민사소송법(7편)은 강제집행이라고 부른다.
그런데 이러한 광의에 있어서의 강제이행은 자력집행을 금지하는 이상은 채권자에게 있어 불가결한 수단이긴 하나 반면에 강제적으로 행하는 데서 채무자의 인격을 부당하게 침범할 위험성도 적지 아니하다. 그리하여 채권자의 만족확보와 채무자의 인격존중이라는 합치하기 어려운 두 개의 요청을 될 수 있는 한 양립·조화되도록 노력하는 것이 요청되는 것이다.

## 강제이행의 방법
강제이행의 방법에는 직접강제·간접강제·대체집행 및 대체집행의 특수한 것(민법 389조 2항·3항)이 있다.
특수한 방법 중 민법 389조 2항 전단의 '법률행위를 목적으로 하는 채무'라고 하는 것은 동의하는 약속을 한 경우 등으로서 이러한 경우에는 동의를 명하는 법원의 판결로써 대용할 수 있다.
민법 389조 3항에서 말하는 '부작위를 목적으로 하는 채무'라 하는 것은 예를 들면 높이 2미터 이상의 담을 만들지 아니한다고 약속한 경우로서 만일 위반하면 약속한 자로부터 비용을 받아내서 담을 제거하고 또한 필요하다면 담보·보증의 설정 등 적당한 방법을 명하게 할 수도 있다. 또한 음악가가 연주계약을 했을 경우와 같이 강제이행이 성질상 허용될 수 없는 채무는 결국 손해배상으로 만족할 수밖에 없으나 강제이행이 가능한 채무라 하더라도 예컨대 지체에 의하여 손해를 받고 있을 경우는 별도로 손해배상을 받을 수 있다(389조 4항).

### 직접강제
국가기관이 채무자의 의사를 묻지 않고 직접 채권의 내용을 실현하는 방법으로 채무자의 신체나 의사에 압박을 가하지 않으므로 인격존중의 사상에 적합하다. 물건의 인도를 목적으로 하는 채무(주는 채무)에 대해서만 허용되며 직접강제가 인정되는 채무의 경우에 대체집행이나 간접강제는 허용되지 않는다.

### 대체집행
채무자로부터 비용을 추심하여 채권자 또는 제3자로 하여금 채무자에 갈음하여 채권의 내용을 실현하게 하는 방법이다. 대체적 작위채무에 대해서만 가능하며 이 경우에 간접강제는 허용되지 않는다.

### 간접강제
손해배상의 지급을 명하는 등의 수단을 써서 채무자를 심리적으로 압박하여 채권의 내용을 실현시키는 방법이다. 인격존중의 사상에 반할 가능성이 있어서 최후의 수단으로서만 인정된다. 하는 채무 중에서 부대체적 급부를 내용으로 하는 채무(부대체적 작위의무)에 적용된다. 이행이 본인의 의사에만 달려있는 것이 아닌 채무(제3자의 협력을 필요로 하는 채무)/채무자의 자유의사에 반하여 강제되어서는 채무의 내용에 좇은 급부를 기대할 수 없는 채무(예술가의 작품제작)/강제하는 것이 인격존중의 사상에 반하는 채무(부부간의 동거의무)에는 간접강제가 허용되지 않고 손해배상으로 하게 된다.

## 강제이행의 순서
물건의 인도를 목적으로 하는 채무는 직접강제의 방법에 의하고 그 밖의 대체적 급부를 내용으로 하는 채무는 대체집행에 의하고 부대체적 급부를 내용으로 하는 채무에 대해서만 간접강제를 허용해야 한다.

## 같이 보기
- 손해배상
- 불법행위

## 참조
1. ↑  “강제이행 민법 제389조”. 2013년 1월 11일에 원본 문서에서 보존된 문서. 2008년 11월 5일에 확인함.
2. ↑  지원림, 민법강의(제9판), 1131면